# Android Donut
Android 1.6 «Donut» (пундик) — версія мобільної операційної системи Android з відкритим вихідним кодом, розроблена Google, яка більше не підтримується. Серед найпомітніших змін, що з'явились в цьому оновленні, додана підтримка смартфонів CDMA, підтримка смартфонів з різними розмірами дисплеїв, індикатор використання батареї та механізм перетворення тексту у мову.
Після публічного випуску Donut — його офіційного десертно-тематичної кодової назви, конвенція, яка використовується Google для визначення основних версій Android-носіїв, швидко вийшла за її розгортанням для клієнтів у вигляді ефірного (OTA) оновлення для сумісних смартфонів.
Починаючи з 2017 року підтримка Android Donut припинена.

## Особливості[1]
- Змінений дизайн та поліпшена робота з магазином додатків Android Market
- Інтегрований інтерфейс для роботи з фото, відеокамерою та галереєю знімків, що дозволяє легко перемикатися між режимом фото та відео, а у галереї з'явилась можливість виділяти одразу кілька об'єктів для видалення.
- Додано функція багатомовного голосового пошуку.
- Оновлено функція пошуку, яка дозволяє вести пошук серед закладок, історії, контактів, а також в інтернеті.
- Підвищено швидкість роботи додатків пошуку та камери.
- Додана підтримка CDMA, 802.1x, VPN, а також функція синтезу мови.
- Підтримка роздільної здатності WVGA.
- Доданий фреймворк жестів та інструмент GestureBuilder.
- Додано безкоштовну можливість покрокової навігації від Google.